# Fransisca Ratnasari
Fransisca Ratnasari Hari Saputra (* 2. Oktober 1986 in Yogyakarta, Indonesien) ist eine indonesische Badmintonspielerin.

## Karriere
Fransisca Ratnasari repräsentierte Indonesien beim Sudirman Cup 2005 und wurde Zweite mit dem Team bei dieser Weltmeisterschaft für gemischte Mannschaften. Bei der indonesischen Meisterschaft 2007 wurde sie ebenfalls Zweite. Hier unterlag sie im Finale des Dameneinzels gegen Aprilia Yuswandari in zwei Sätzen. Die Vietnam Open 2009 gestaltete sie siegreich ebenso wie die Austrian International 2010.

## Erfolge
| Saison | Veranstaltung              | Disziplin       | Platz | Name                |
| ------ | -------------------------- | --------------- | ----- | ------------------- |
| 2004   | Uber Cup                   | Damenteam       | 5     | Indonesien          |
| 2005   | Sudirman Cup               | Gemischtes Team | 2     | Indonesien          |
| 2007   | Indonesische Meisterschaft | Dameneinzel     | 2     | Fransisca Ratnasari |
| 2009   | Vietnam Open               | Dameneinzel     | 1     | Fransisca Ratnasari |
| 2010   | Austrian International     | Dameneinzel     | 1     | Fransisca Ratnasari |